# Jaciment arqueològic de São Lourenço Mártir

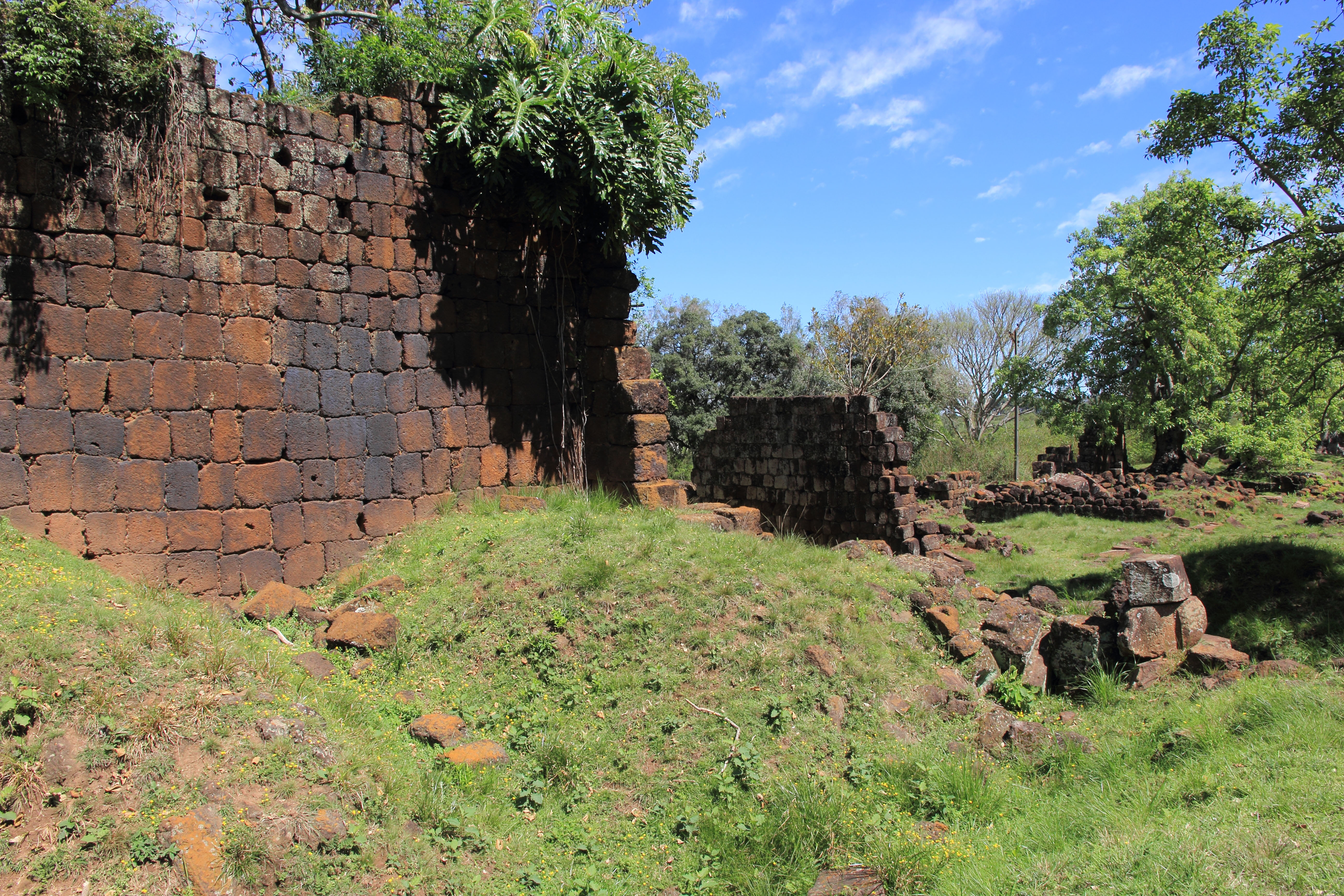
Ruïnes del jaciment

El jaciment arqueològic de Sâo Lourenço Mártir és un conjunt de ruïnes de la missió jesuítica homònima, que formava part dels Set pobles de les missions. Se situa al districte de Sâo Lourenço das Missôes, al municipi de Rio Grande do Sul de Sâo Luiz Gonzaga, a 30 quilòmetres de la seu, i s'hi arriba per la BR-285. La missió de Sâo Lourenço Mártir fou fundada el 1690 i era una de les majors dels Set pobles, i n'arribà a quasi 7.000 indígenes.

## Història
A partir del 1609, els missioners de la Companyia de Jesús van començar un procés de catequització dels amerindis de la província del Paraguai. L'interés de l'Imperi espanyol era conquerir i colonitzar les terres de la conca de la Plata, amb l'objectiu de convertir els indígenes al cristianisme. Entre 1609 i 1706, els jesuïtes s'expandiren cap a la regió de Tape, a Rio Grande do Sul. Les missions del Tape estan relacionades amb la primera fase missionera, del 1626-1637. En aquest període que va durar 11 anys, les missions construïdes no s'arribaren a desenvolupar per la forta resistència indígena. El 1641, els missioners van deixar Rio Grande do Sul, després de la Batalla de M'Bororé, entre guaranís i invasors.
Al 1682, els missioners tornen a la zona per fundar els Set pobles de les missions, amb l'objectiu de garantir la possessió de terres per als ocupants espanyols. Els Set pobles, per tant, formen part de la segona fase missionera. El primer poblat d'aquesta segona fase fou Sâo Francisco de Borja (1682), després Sâo Nicolau, Sâo Miguel Arcanjo i s'hi fundaren les missions de Sâo Luiz Gonzaga, Sâo Lourenço Mártir (1690), Sâo João Batista (1697) i Sâo Ângelo Custódio (1706), el darrer dels Set pobles.
Sâo Lourenço Mártir es funda al 1690, amb nadius provinents de la missió argentina de Santa María la Mayor, descendents dels fugitius de Guaíra, que es van instal·lar a l'indret dirigits pel jesuïta Bernardo de la Vega. El 1731, l'indret tenia uns 6.400 indígenes, fent d'aquesta una de les majors missions dels Set pobles.
Els Set pobles fou una de les poques missions que s'hi instaurà amb èxit. Moltes vegades sorgien conflictes entre els indígenes, els missioners i fins i tot els latifundistes que, al contrari dels jesuïtes, volien usar la població autòctona per a treball esclau. Entre les principals activitats de la missió, la producció d'herba mate i el desenvolupament de la ramaderia tingué molta importància en el període. El mate fou un mitjà important utilitzat pels jesuïtes per a substituir el consum d'alcohol.
El principal problema en la missió fou la cultura autòctona del guaraní, que tenia costums com la donació i la falta d'interés per tasques pesades i repetitives. Així, els missioners hagueren de trobar maneres d'estimular els indígenes perquè realitzassen les tasques diàries. La manera més usual era la competició per mitjà de jocs, treball en equip i campionats. D'altra banda, els jesuïtes van emprar de manera positiva el col·lectivisme guaraní ancestral.
Els jesuïtes feren dels indígenes mà d'obra especialitzada. L'economia missionera es caracteritzava per l'autosuficiència i per la producció d'excedents. Les comunitats dels Set pobles foren pioneres d'un model únic d'organització social, que es basava en una estructura cooperativa, amb una xarxa de carreteres i ports fluvials.

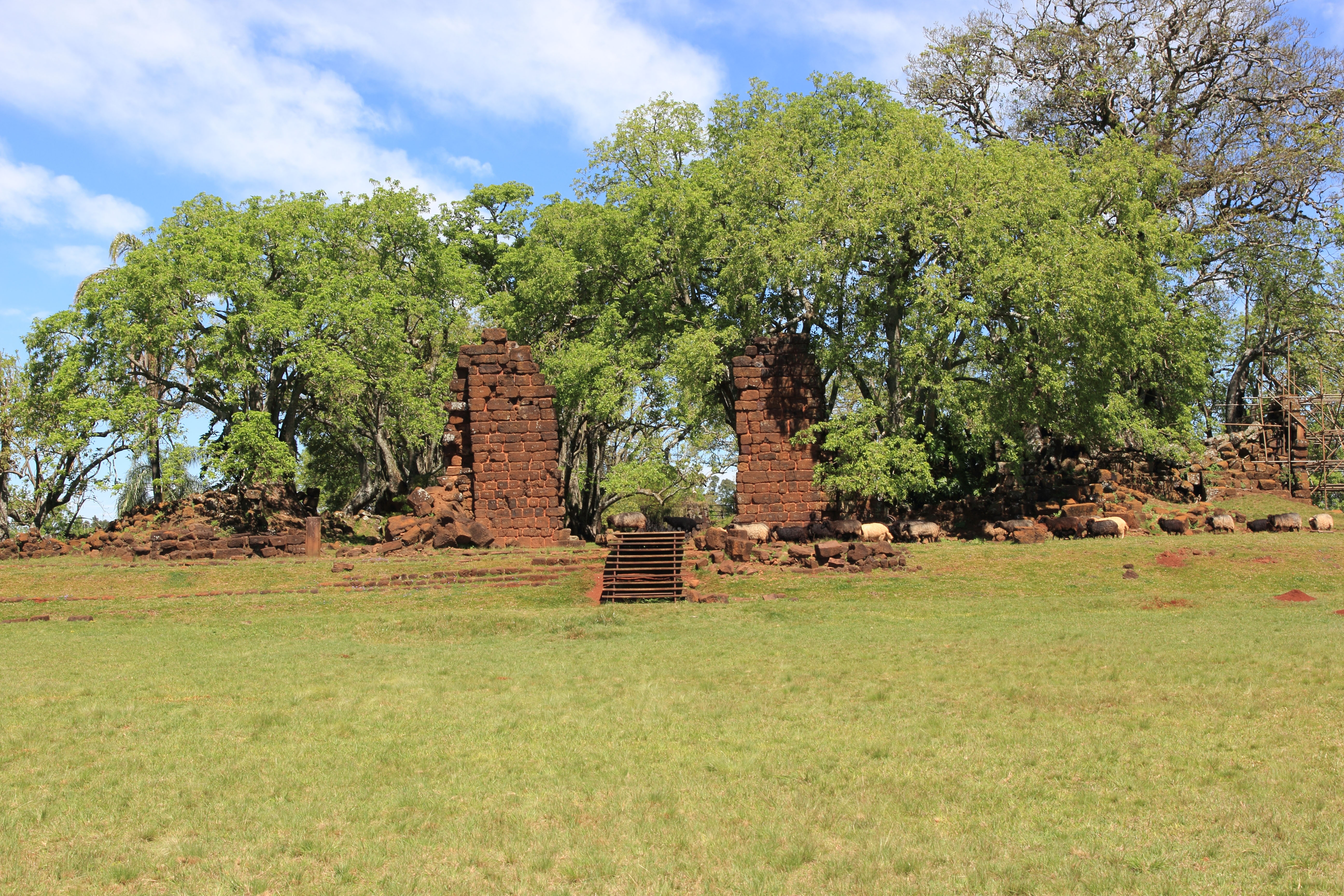

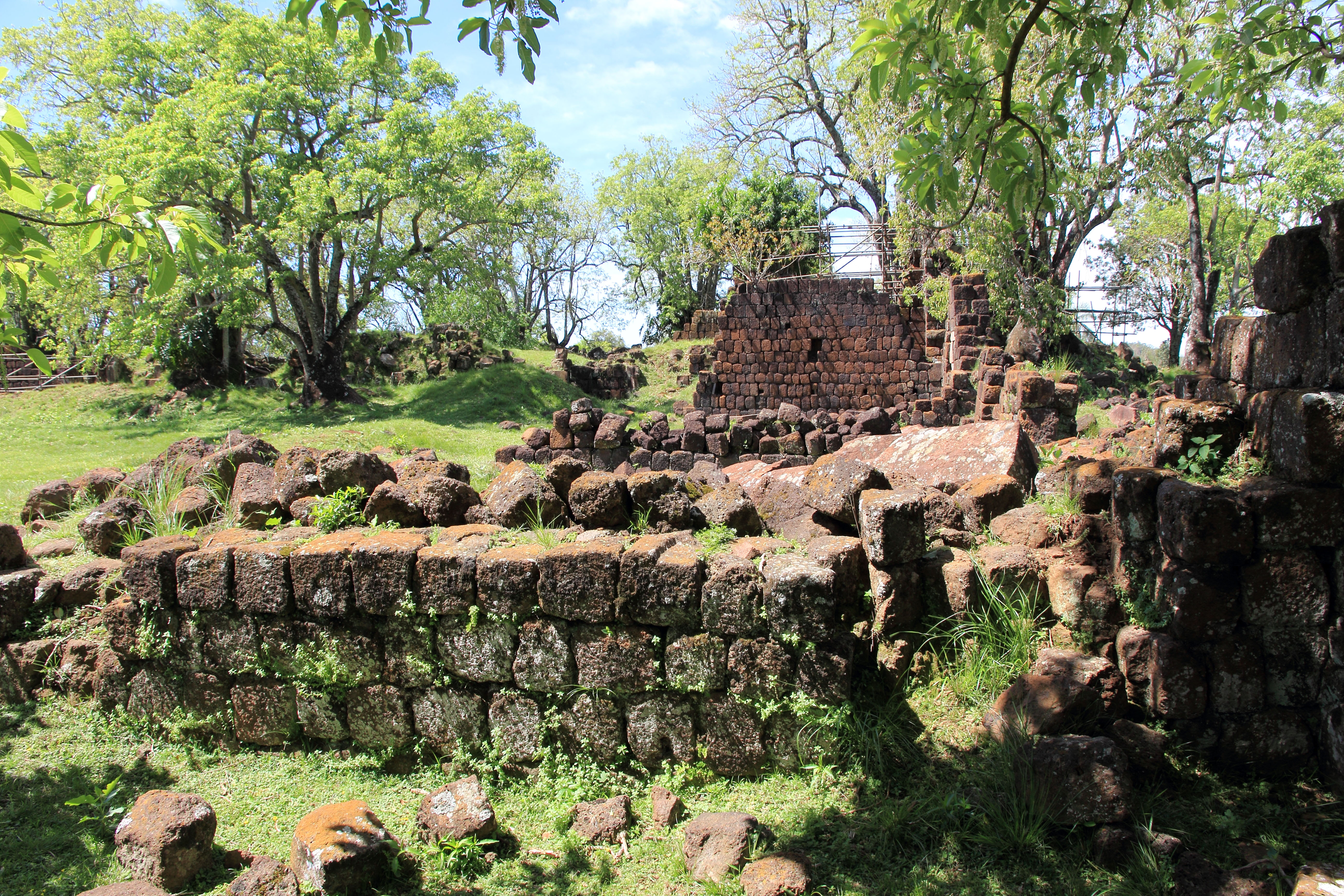

## Declivi dels Set pobles de les missions
Els Set pobles de les missions foren destruïts al 1756, en el transcurs de la Guerra Guaraní.
La Guerra Guaraní es refereix als diversos conflictes militars que succeïren al 1754 i 1756, entre els guaranís i les tropes portugueses i espanyoles, després que Portugal i Espanya signassen el tractat de Madrid (1750). La guerra va ocórrer a la regió sud-oest de Brasil i es considera el principal alçament autòcton brasiler contra els invasors europeus fins hui. Una de les seues principals causes es degué a les disputes territorials entre Portugal i Espanya durant el període.
El tractat assenyalà la divisió de terres d'Amèrica del Sud entre portuguesos i espanyols. S'hi estipulà que la regió dels Set pobles de les missions, a Rio Grande do Sul, que en l'època se l'havien apropiat els espanyols, passaria a domini portugués. I Espanya rebria la Colònia del Sacramento. Els jesuïtes de les missions dels Set pobles no van acceptar l'acord i, el 1754, va ocórrer el primer conflicte de la Guerra Guaraní entre els portuguesos i els guaranís llavors armats pels missioners. Les tropes espanyoles van entrar en la batalla al costat de Portugal, per fer acomplir el tractat de Madrid.
La guerra provocà la mort de més de 20.000 guaranís dels Set pobles; les missions foren destruïdes i els jesuïtes perderen influència en la regió sud de Brasil.

## Arquitectura
La construcció seguia un pla urbanístic determinat per llei, amb poques variacions entre una missió i altra. Constava d'un carrer principal que donava accés a l'església, i aquesta era la principal construcció de la missió. A la plaça del centre, es feien desfilades militars, funcions religioses i festes. Al voltant de la plaça els blocs de cases indígenes quedaven alineats de forma ordenada.

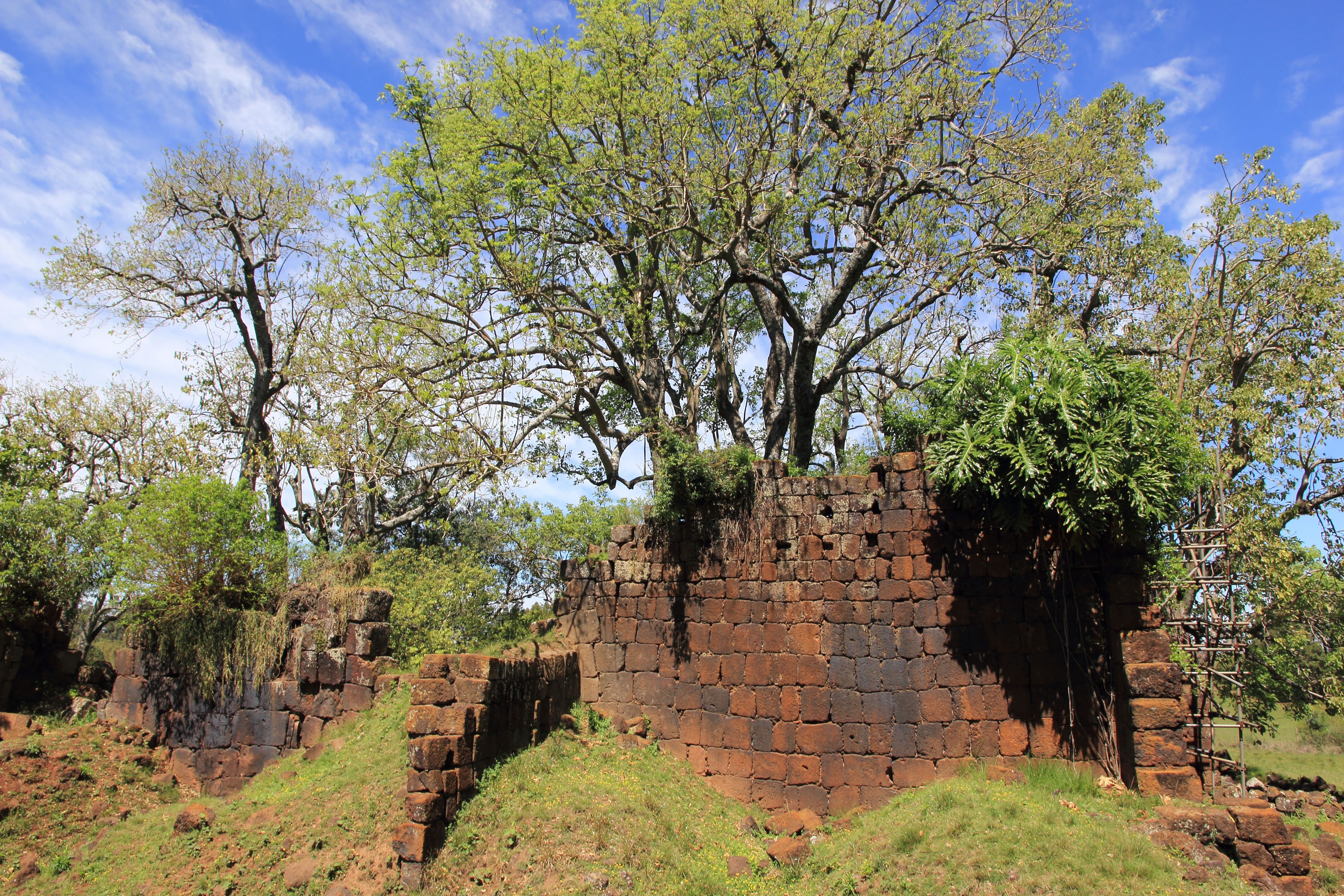

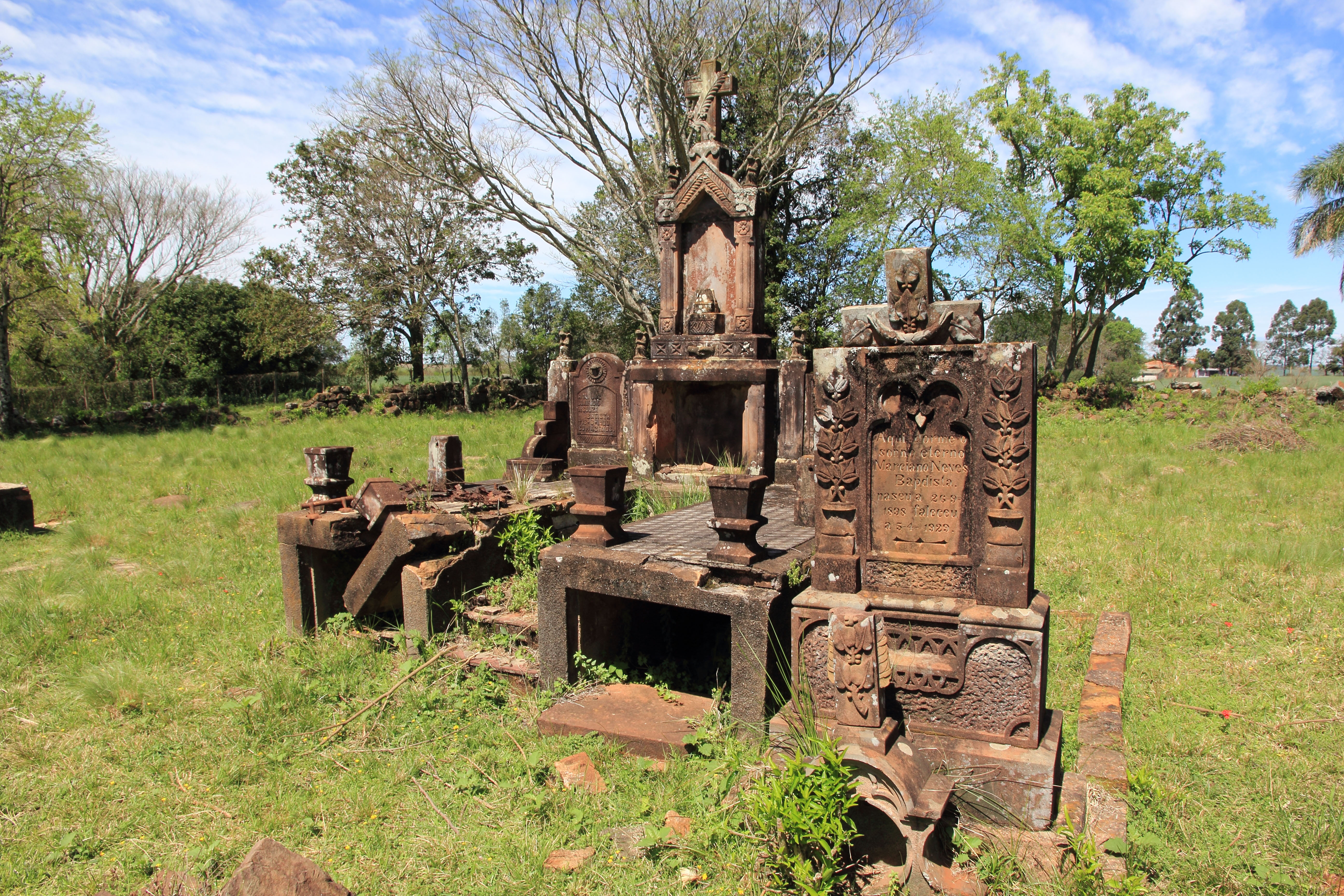

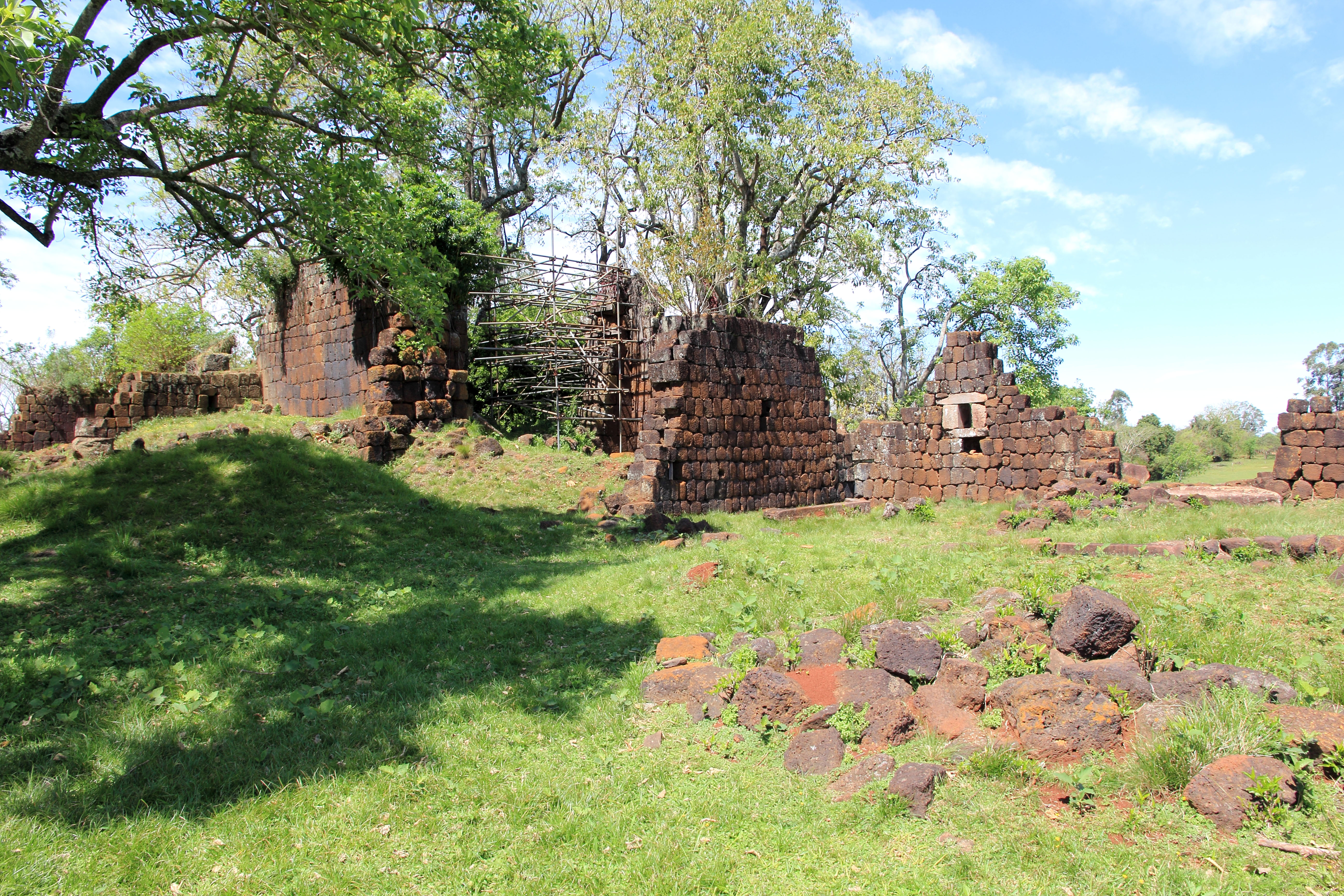

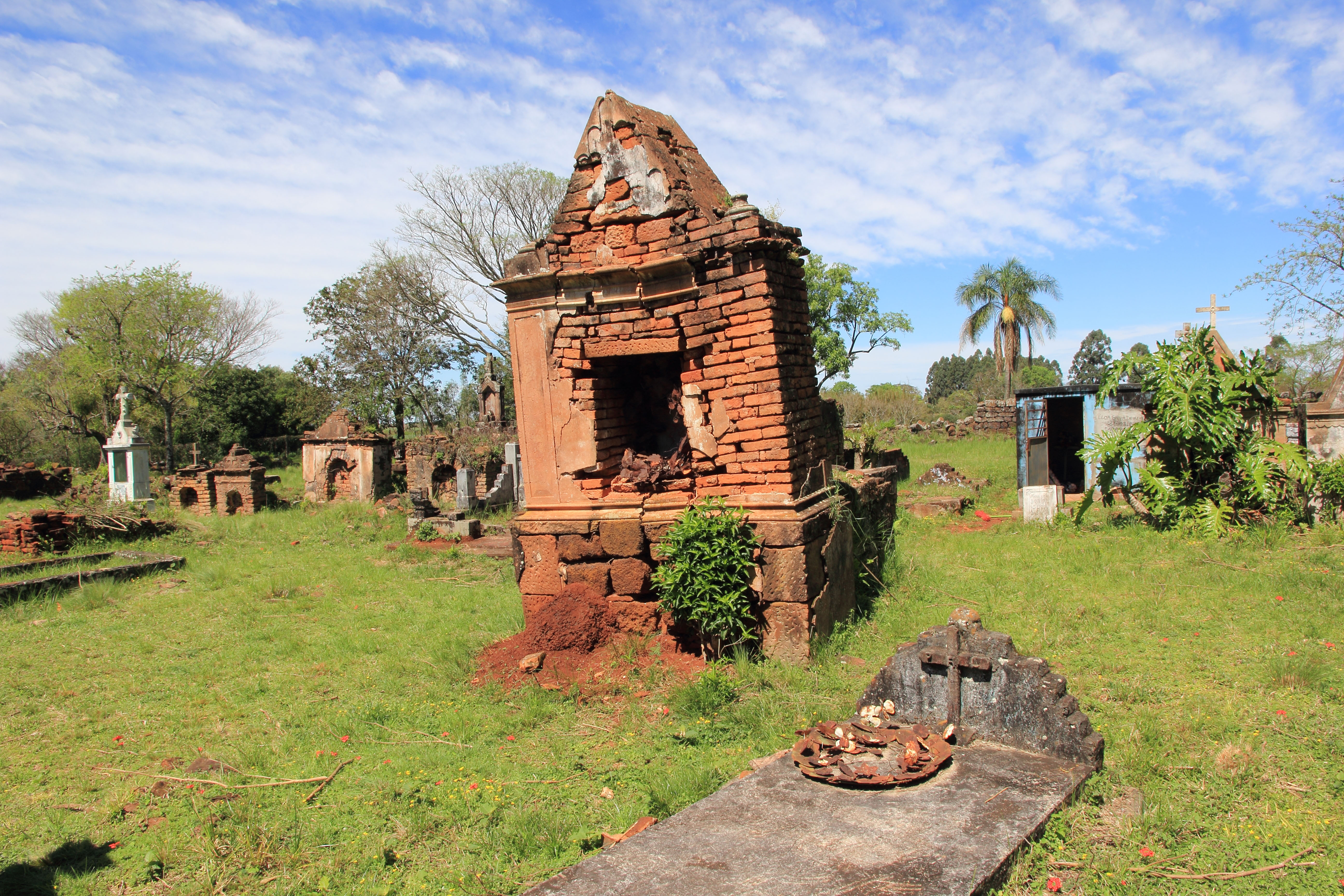

Al costat de l'església eren els edificis que utilitzava tota la comunitat. L'edifici dels jesuïtes, els tallers i el col·legi del poblat quedaven al costat de l'església. Els habitatges i institucions tenien espais amplis i gran patis interiors. En un altre costat de l'església quedava el cementeri i l'asil (per a orfes i vídues). La hisenda dels jesuïtes quedava darrere de l'església, on es conreava hortalisses i arbres fruiters.
En la perifèria de les missions, hi havia fonts d'aigua, terrissaires per a la fabricació de maons de fang (tova) i les teules per a la construcció de cases. A més, hi havia adoberia, capelles i estades. Algunes investigacions i troballes arqueològiques mostren l'existència d'una xarxa d'aigua que abastia les missions.
Actualment, són poques les parets de l'església que continuen intactes, però així i tot mostren la dimensió i grandiositat del lloc. L'edifici té uns 80 m de longitud i 40 m d'amplària. A més del gran espai, cinc altars daurats i incomptables objectes d'or, argent i bronze, antigament, mostraven la riquesa material que la missió posseïa. Les pedres s'esculpiren artesanament i gran part continua preservada fins hui.

## Manifestacions artístiques
Es pot captar la interacció de la cultura cristiana i autòctona en l'art missioner. Els cristians van utilitzar les manifestacions artístiques per a estendre els seus valors religiosos, i per això art i religió estaven directament connectats. La confluència d'aquestes dues cultures creà una construcció històrica única.
Els jesuïtes donaven gran importància a l'ensenyament artístic, i amb la seua orientació, els indígenes expressaren el seu talent mitjançant l'art. En el període de les missions, a Rio Grande do Sul, els guaranís produir nombroses obres en fusta, entre les quals destaquen les imatges de la Immaculada Concepció i sant Llorenç, en cedre policrom. També van produir escultures en gres i les grans campanes de les esglésies. Per mitjà de les tècniques ensenyades pels jesuïtes, els guaranís realitzaren una iconografia missionera característica de la regió. Així, es creà la designació d'art barroc missioner per descriure l'estil únic de les missions.
A més de les arts visuals, els jesuïtes van desenvolupar arts rítmiques, en què els guaranís també es destacaven. Els que es dedicaven a la música, cantants o ballarins, eren realment professionals i feien exercicis diaris durant anys. Alguns autòctons, des dels sis o set anys feien assaigs de cant, música i ball. El cant, la música, el ball i el melodrama eren les principals diversions del poble en les festes, que eren moltes i de gran abast.

## Actualitat
En el jaciment es pot visitar les ruïnes de l'església, del cementeri, del col·legi, i l'espai de la hisenda de l'antiga missió, parcialment coberts per la vegetació. A l'entrada hi ha una exposició sobre els resultats de les recerques arqueològiques realitzades a Sâo Lourenço.
S'hi han trobat espais on la població emmagatzemava l'aigua de pluja, un tipus de cisterna. El jaciment arqueològic de Sâo Lourenço és responsabilitat de l'Institut del Patrimoni Històric i Artístic Nacional (IPHAN), que va preservar el cementeri ocupat per les comunitats recents de la localitat.
Els jaciments arqueològics de Sâo Miguel Arcanjo, Sâo Nicolau, Sâo João Batista i Sâo Lourenço Mártir, tots situats a Rio Grande do Sul i que abans integraven les missions dels Set pobles de les missions, estan hui sota la protecció del Govern Federal i són reconeguts com a Patrimoni Nacional.